# Daniel González Orellana
Daniel Enrique González Orellana, noto semplicemente come Daniel González (Arica, 20 febbraio 2002), è un calciatore cileno, difensore dell'Universidad Católica e della nazionale cilena.

## Caratteristiche tecniche
È un difensore centrale.

## Carriera

### Club
Cresciuto nel settore giovanile del Santiago Wanderers, debutta in prima squadra il 4 maggio 2019 in occasione dell'incontro di Segunda División vinto 2-1 contro il Dep. Melipilla.

### Nazionale
Ha giocato nella nazionale cilena Under-17.
Il 27 marzo 2021 debutta con la nazionale maggiore cilena disputando l'amichevole vinta 2-1 contro la Bolivia.

## Statistiche
Statistiche aggiornate al 26 marzo 2021.

### Presenze e reti nei club
| Stagione        | Squadra            | Campionato      | Campionato | Campionato | Coppe nazionali | Coppe nazionali | Coppe nazionali | Coppe continentali | Coppe continentali | Coppe continentali | Altre coppe | Altre coppe | Altre coppe | Totale | Totale | Totale |
| Stagione        | Squadra            | Comp            | Pres       | Reti       | Comp            | Pres            | Reti            | Comp               | Pres               | Reti               | Comp        | Pres        | Reti        | Pres   | Reti   |        |
| --------------- | ------------------ | --------------- | ---------- | ---------- | --------------- | --------------- | --------------- | ------------------ | ------------------ | ------------------ | ----------- | ----------- | ----------- | ------ | ------ | ------ |
| 2019            | Santiago Wanderers | 1B              | 6          | 0          | CC              | 0               | 0               |                    | -                  | -                  |             | -           | -           | 6      | 0      |        |
| 2020            | Santiago Wanderers | A               | 19         | 1          | CC              | 0               | 0               |                    | -                  | -                  |             | -           | -           | 19     | 1      |        |
| 2021            | Santiago Wanderers | A               | 8          | 0          | CC              | 0               | 0               |                    | -                  | -                  |             | -           | -           | 8      | 0      |        |
| Totale carriera | Totale carriera    | Totale carriera | 33         | 1          |                 | 0               | 0               |                    | -                  | -                  |             | -           | -           | 33     | 1      |        |

### Cronologia presenze e reti in nazionale
| Cronologia completa delle presenze e delle reti in nazionale ― Cile | Cronologia completa delle presenze e delle reti in nazionale ― Cile | Cronologia completa delle presenze e delle reti in nazionale ― Cile | Cronologia completa delle presenze e delle reti in nazionale ― Cile | Cronologia completa delle presenze e delle reti in nazionale ― Cile | Cronologia completa delle presenze e delle reti in nazionale ― Cile | Cronologia completa delle presenze e delle reti in nazionale ― Cile | Cronologia completa delle presenze e delle reti in nazionale ― Cile |
| Data                                                                | Città                                                               | In casa                                                             | Risultato                                                           | Ospiti                                                              | Competizione                                                        | Reti                                                                | Note                                                                |
| ------------------------------------------------------------------- | ------------------------------------------------------------------- | ------------------------------------------------------------------- | ------------------------------------------------------------------- | ------------------------------------------------------------------- | ------------------------------------------------------------------- | ------------------------------------------------------------------- | ------------------------------------------------------------------- |
| 27-3-2021                                                           | Ñuñoa                                                               | Cile                                                                | 2 – 1                                                               | Bolivia                                                             | Amichevole                                                          | -                                                                   | 88’                                                                 |
| 8-2-2025                                                            | Santiago del Cile                                                   | Cile                                                                | 6 – 1                                                               | Panama                                                              | Amichevole                                                          | -                                                                   |                                                                     |
| Totale                                                              |                                                                     | Presenze                                                            | 2                                                                   |                                                                     | Reti                                                                | 0                                                                   |                                                                     |